# 영암 구림대동계 문서
영암 구림대동계 문서(靈巖 鳩林大同契 文書)는 대한민국 전라남도 영암군 군서면구에 있는 조선시대의 문서이다. 1997년 7월 15일 전라남도의 문화재자료 제198호로 지정되었다.

## 개요
구림대동계가 정확하게 언제 시작되었는지는 알 수 없으나, 조선 숙종 32년(1706)에 작성된 박사량의 구림동계 전말 서기를 통해 조선 명종 20년(1565)에서 선조 13년(1580)사이에 처음 시작되었음을 짐작해 볼 수 있다.
향약정신의 구현을 통한 이상향을 건설하려는 의도로 만들어졌으나, 그후 임진왜란으로 침체되었다가 광해군 1년(1609)∼광해군 5년(1613)여 간에 중수하였고, 다시 인조 19년(1641)에서 인조 24년(1646) 사이에 걸쳐 재중수 사업을 하여 현재에 이르고 있다.
동약(마을향약)계로서 그 맥을 유지해 오고 있는 호남의 대표적 동약으로, 조선시대 동계를 이해하는데 중요한 자료로 평가된다.

## 참고 문헌
- 영암구림대동계문서 - 국가유산청 국가유산포털